# Rino De Candido
Rino De Candido (nascido em 2 de junho de 1954) é um ex-ciclista italiano. Competiu na prova de perseguição por equipes dos 4000 metros nos Jogos Olímpicos de 1976 em Montreal, no Canadá.